# Gelis nivariensis
Gelis nivariensis är en stekelart som beskrevs av Schwarz 1993. Gelis nivariensis ingår i släktet Gelis och familjen brokparasitsteklar. Inga underarter finns listade i Catalogue of Life.